# 이삭 보르사
이삭 보르사(Issac Vorsah, 1988년 6월 21일, 아크라 ~)는 가나의 전 축구 선수로, 과거 센터백으로 활약했다. 그는 또한 과거 가나 축구 국가대표팀의 일원으로 활약했다.

## 클럽 경력
보르사의 원래 포지션은 수비형 미드필더였으나, 그는 주로 센터백으로 기용되었다. 그는 가나의 크판도를 연고로 하는 오스카 FC에서 축구를 시작하였고, 이후 FC 마모비로 이적하였다. 그는 2005년에 감바 올 블랙스 FC로 이적하였다. 2007년 1월, 쿠마시를 연고로 하는 아산테 코토코 FC는 보르사를 영입하였다. 이후, 독일 2 분데스리가의 TSG 1899 호펜하임이 그에게 트라이얼을 제안하였다. 트라이얼 후, 그는 2008년 6월 30일까지 임대되었다. 그는 감독의 눈도장을 찍었고, 2008년 4월 1일, TSG 1899 호펜하임은 옵션을 활용하여 2011년 6월 30일까지 지속되는 완전 이적을 확정시켰다.

## 국가대표 경력
그는 U-23팀에 차출된 이후 2007년 8월 21일, 세네갈과의 경기에서 국가대표 데뷔전을 치렀다. 그는 가나의 올림픽 대표팀 일원이었다. 그는 2010년 FIFA 월드컵 최종 23인 엔트리에 포함되었지만, 세르비아와의 1차전에서 부상당하며 나머지 조별 리그에서 결장하였다. 그러나, 그는 우루과이와의 8강전에서 복귀하였다.

## 수상
2007년, 그는 올해의 가나 수비수로 선정되었다.